# Championnat de France de rugby à XIII 1956-1957
Navigation
Édition précédente Édition suivante
Le Championnat de France de rugby à XIII 1956-1957 oppose pour la saison 1956-1957 les meilleures équipes françaises de rugby à XIII au nombre de quatorze.

## Liste des équipes en compétition
| Albi Avignon Bayonne Bordeaux Carcassonne Carpentras Cavaillon Lézignan Lyon Marseille Bataillon de Joinville XIII Catalan Toulouse O. Villeneuve-sur-Lot |

Treize équipes participent au championnat de France de première division.

## Déroulement de la compétition

### Classement de la première phase
| Classement | Club                   | Points | Matchs |
| 1er        | Carcassonne            | 66     | 26     |
| 2e         | Avignon                | 65     | 26     |
| 3e         | Marseille              | 64     | 26     |
| 4e         | XIII Catalan           | 62     | 26     |
| 5e         | Albi                   | 62     | 26     |
| 6e         | Villeneuve-sur-Lot     | 57     | 26     |
| 7e         | Bataillon de Joinville | 52     | 26     |
| 8e         | Toulouse               | 52     | 26     |
| 9e         | Lyon                   | 48     | 26     |
| 10e        | Cavaillon              | 48     | 26     |
| 11e        | Bordeaux               | 46     | 26     |
| 12e        | Lézignan               | 38     | 26     |
| 13e        | Carpentras             | 35     | 26     |
| 14e        | Bayonne                | 28     | 26     |

|  | Qualifié pour les demi-finales |
|  | Qualifié pour les barrages     |

## Phase finale
|  | Barrages                   | Barrages                   | Barrages                   | Barrages                   |                         |              | Demi-finales               | Demi-finales               | Demi-finales               | Demi-finales               |  |  | Finale                    | Finale                    | Finale                    | Finale                    |
|  |                            |                            |                            |                            |                         |              |                            |                            |                            |                            |  |  |                           |                           |                           |                           |
|  | Le 28 avril 1957 à Avignon | Le 28 avril 1957 à Avignon | Le 28 avril 1957 à Avignon | Le 28 avril 1957 à Avignon |                         |              | Le 12 mai 1957 à Marseille | Le 12 mai 1957 à Marseille | Le 12 mai 1957 à Marseille | Le 12 mai 1957 à Marseille |  |  | Le 26 mai 1957 à Toulouse | Le 26 mai 1957 à Toulouse | Le 26 mai 1957 à Toulouse | Le 26 mai 1957 à Toulouse |
|  | Le 28 avril 1957 à Avignon | Le 28 avril 1957 à Avignon | Le 28 avril 1957 à Avignon | Le 28 avril 1957 à Avignon |                         |              | Le 12 mai 1957 à Marseille | Le 12 mai 1957 à Marseille | Le 12 mai 1957 à Marseille | Le 12 mai 1957 à Marseille |  |  | Le 26 mai 1957 à Toulouse | Le 26 mai 1957 à Toulouse | Le 26 mai 1957 à Toulouse | Le 26 mai 1957 à Toulouse |
|  | XIII Catalan               | XIII Catalan               | 29                         | 29                         |                         |              | Le 12 mai 1957 à Marseille | Le 12 mai 1957 à Marseille | Le 12 mai 1957 à Marseille | Le 12 mai 1957 à Marseille |  |  | Le 26 mai 1957 à Toulouse | Le 26 mai 1957 à Toulouse | Le 26 mai 1957 à Toulouse | Le 26 mai 1957 à Toulouse |
|  | XIII Catalan               | XIII Catalan               | 29                         | 29                         |                         |              | Le 12 mai 1957 à Marseille | Le 12 mai 1957 à Marseille | Le 12 mai 1957 à Marseille | Le 12 mai 1957 à Marseille |  |  | Le 26 mai 1957 à Toulouse | Le 26 mai 1957 à Toulouse | Le 26 mai 1957 à Toulouse | Le 26 mai 1957 à Toulouse |
|  | Albi                       | Albi                       | 15                         | 15                         |                         |              | Le 12 mai 1957 à Marseille | Le 12 mai 1957 à Marseille | Le 12 mai 1957 à Marseille | Le 12 mai 1957 à Marseille |  |  | Le 26 mai 1957 à Toulouse | Le 26 mai 1957 à Toulouse | Le 26 mai 1957 à Toulouse | Le 26 mai 1957 à Toulouse |
|  | Albi                       | Albi                       | 15                         | 15                         | XIII Catalan            | XIII Catalan | 14                         | 14                         |                            |                            |  |  | Le 26 mai 1957 à Toulouse | Le 26 mai 1957 à Toulouse | Le 26 mai 1957 à Toulouse | Le 26 mai 1957 à Toulouse |
|  |                            |                            |                            |                            | XIII Catalan            | XIII Catalan | 14                         | 14                         |                            |                            |  |  | Le 26 mai 1957 à Toulouse | Le 26 mai 1957 à Toulouse | Le 26 mai 1957 à Toulouse | Le 26 mai 1957 à Toulouse |
|  |                            |                            | Carcassonne                | Carcassonne                | 8                       | 8            |                            |                            |                            |                            |  |  | Le 26 mai 1957 à Toulouse | Le 26 mai 1957 à Toulouse | Le 26 mai 1957 à Toulouse | Le 26 mai 1957 à Toulouse |
|  |                            |                            |                            |                            | 8                       | 8            |                            |                            |                            |                            |  |  | Le 26 mai 1957 à Toulouse | Le 26 mai 1957 à Toulouse | Le 26 mai 1957 à Toulouse | Le 26 mai 1957 à Toulouse |
|  |                            | Le 12 mai 1957 à Perpignan |                            |                            |                         |              |                            |                            |                            |                            |  |  | Le 26 mai 1957 à Toulouse | Le 26 mai 1957 à Toulouse | Le 26 mai 1957 à Toulouse | Le 26 mai 1957 à Toulouse |
|  |                            |                            |                            |                            |                         |              |                            |                            |                            |                            |  |  | Le 26 mai 1957 à Toulouse | Le 26 mai 1957 à Toulouse | Le 26 mai 1957 à Toulouse | Le 26 mai 1957 à Toulouse |
|  | XIII Catalan               | XIII Catalan               | 14                         | 14                         |                         |              |                            |                            |                            |                            |  |  |                           |                           |                           |                           |
|  | XIII Catalan               | XIII Catalan               | 14                         | 14                         |                         |              |                            |                            |                            |                            |  |  |                           |                           |                           |                           |
|  |                            |                            | Avignon                    | Avignon                    | 9                       | 9            |                            |                            |                            |                            |  |  |                           |                           |                           |                           |
|  |                            |                            |                            |                            | 9                       | 9            |                            |                            |                            |                            |  |  |                           |                           |                           |                           |
|  |                            |                            |                            |                            |                         |              |                            |                            |                            |                            |  |  |                           |                           |                           |                           |
|  |                            |                            |                            |                            |                         |              |                            |                            |                            |                            |  |  |                           |                           |                           |                           |
|  | Avignon                    | Avignon                    | 13                         | 13                         |                         |              |                            |                            |                            |                            |  |  |                           |                           |                           |                           |
|  | Avignon                    | Avignon                    | 13                         | 13                         | Le 28 avril 1957 à Albi |              |                            |                            |                            |                            |  |  |                           |                           |                           |                           |
|  |                            |                            | Marseille                  | Marseille                  | 2                       | 2            |                            |                            |                            |                            |  |  |                           |                           |                           |                           |
|  | Marseille                  | Marseille                  | Marseille                  | Marseille                  | 2                       | 2            | 14                         | 14                         |                            |                            |  |  |                           |                           |                           |                           |
|  | Marseille                  | Marseille                  |                            |                            |                         |              |                            | 14                         |                            |                            |  |  |                           |                           |                           |                           |
|  | Villeneuve-sur-Lot         | Villeneuve-sur-Lot         | 6                          | 6                          |                         |              |                            |                            |                            |                            |  |  |                           |                           |                           |                           |
|  | Villeneuve-sur-Lot         | Villeneuve-sur-Lot         | 6                          | 6                          |                         |              |                            |                            |                            |                            |  |  |                           |                           |                           |                           |
|  |                            |                            |                            |                            |                         |              |                            |                            |                            |                            |  |  |                           |                           |                           |                           |

### Finale
(mt : -)
Homme du match :
Points marqués :
- XIII Catalan: 3 essais de Garreta et Pouderoux ; 2 transformations de Puig-Aubert ; 1 drop de Lévy
- Avignon: 1 essai de Savonne ; 3 pénalités de Rascol

Évolution du score : 
Arbitre : 
Spectateurs : 9 000
Composition des équipes :
- XIII Catalan: Puig-Aubert - René Mestres, Robert Pouderoux, Jean Garreta, André Bourreil - Francis Lévy, René Brousse - Henri Delhoste, José Guasch, Robert Médus, Michel Vial, Jean Pambrun, Raymond Jochem - Entraîneur : Augustin Saltraille
- Avignon: Jean Castello - Henri Cazade, Guy Delaye, Jacques Merquey, André Savonne - Georges Rascol, René Jean - Jacques Fabre, Jean-Pierre Barnaud, André Béraud, Georges Del Monaco, Jean Rouqueirol, Mallet - Entraîneur :

## Effectifs des équipes présentes
| XIII Catalan       | André Bourreil René Brousse (m) Guy Bruzy Roger Cayro Henri Delhoste Jean Garreta José Guasch Raymond Jochem Francis Lévy (o) Robert Médus René Mestres René Moulis Jean Pambrun Robert Pouderoux Puig-Aubert Michel Vial Entraîneur : Jep Maso                                                           | Avignon                | André Savonne Jean-Pierre Barnaud André Béraud Castello Henri Cazade Del Monaco Guy Delaye Pierre Derradji Jacques Fabre René Jean Mallet Jacques Merquey Georges Rascol Jean Rouqueirol André Savonne      |
| Marseille          | Auguste Ambert (o) Maurice André Antranick Apellian Jean Acquaviva Roger Carmouze André Cruciani Jean Dop René Ferrero André Gay Albert Lavantes Gérard Lignières Jean Mariat Mathon Robert Moncéré Denis Morelli Henri Prudon François Rinaldi Gabriel Rinaldi Albert Trione (m) Entraîneur : Jean Duhau | Carcassonne            | Castel Dedieu André Delpoux Pierre Escourrou Bernard Fabre Roger Guilhem Guy Husson Martin André Marty Louis Mazon Jean Nédorézoff Parisé Louis Poletti Laurent Roldos Savary Claude Teisseire Henri Vaslin |
| Bordeaux           | Clément Andrinople André Audy Angélo Boldini Michel Borie André Carrère Raymond Contrastin Crabos André Ducasse Christian Duplé Jean Hatchondo Adolphe Inza Labau Laguillaumie Jean-Michel Lueza Mora Pallabito Francis Palats Razo Pierre Sabourdy Armand Save Soulié Yves Treilhes                      | Lyon                   | Aubert Gérard Bastianelli Bonnet Convert Jean Darricau Gérard Dautant Édouard Duseigneur Marsol Mathon Michel Oumanian Piolat Henri Tatarzinski Tauzilli Joseph Vanel Maurice Voron                         |
| Cavaillon          | Audibert Bayle Buisson Calabrese Conte Etienne Roger Frassi Garcia Gaye François Montrucolis Ovili Pagnetti Roger Rey Rouchon Sabayrac | Bataillon de Joinville | Gilbert Alberti Célestin Ayme Deffez Robert Eramouspé Giron Robert Grangeon Guy Lucia Jacques Merquey Augustin Parent Alain Perducat Planté Roques André Vadon Vergès Villeneuve                            |
| Villeneuve-sur-Lot | Jacques Dubon Pascal Eito Jean Foussat Gruppi Antoine Jimenez André Lacaze Robert Majorel Sevelle Pierre Touton | Toulouse               | Gilbert Benausse Besset Bezombes Vincent Cantoni Castel Lô Viès |
| Albi               | Guy Berthomieu Jean-Marie Bez Marcel Blanc Bougaron Casas Corduriès Couveignes Charles Galaup Lanus Pierre Lataste André Rives Serge Tonus Gilbert Verdier Viguier | Nautique Bayonne       | Dumas Esposito Recart Soyer |
| Carpentras         | Baldet Bernard Bertrand Bruyère Capitani Guy Cardona Cazaux Devillers Luc Dugas André Gardiol Joseph Guiraud André Labassa Lasmaries Leydier Lhomme Joseph Manzano Michel Gabriel Millet Floréal Nietto Hildebert Prats Pierre Uranga Varaud                                                              | Lézignan               | Roger Arcalis Louis Calmet Antoine Esquiva |